# 金田一村
金田一村（きんだいちむら）は、岩手県二戸郡にあった村。

## 沿革
- 1889年（明治22年）4月1日 - 町村制施行に伴い、二戸郡金田市村、野々上村、釜沢村、下斗米村（一部）が合併し、金田一村が成立。
- 1972年（昭和47年）4月1日 - 二戸郡福岡町と合併して二戸市となり消滅。

## 行政
- 最後の村長：中村善兵衛